# Утикума
Утикума (англ. Utikuma Lake) — озеро в провинции Альберта в Канаде.

## География
Расположено в центральной части провинции примерно в 30 километрах севернее Малого Невольничьего озера. Одно из больших озёр Канады — площадь 288 квадратных километров, пятое по величине озеро в провинции Альберта. Высота над уровнем моря — 645 метров, максимальное колебание уровня озера — 1,14 м. Озеро мелкое, глубина — до 5,5 метров, множество островов, из которых только два — крупные, остальные небольшие (общая площадь островов 14 км²).
Основное питание озеро получает с запада по реке Утикума от озёр Утикумасис (Utikumasis Lake), Гифт (Gift Lake), Фостер (Foster Lake), Минк (Mink Lake) и других озёр расположенных на северо-западе, западе и юго-западе бассейна; большое количество ручьёв и малых рек впадают в южную часть озера. Сток по реке Утикума из центральной части северного побережья, далее по рекам Масква (Muskwa River), Уобаска, Пис, Невольничья, Маккензи в Северный Ледовитый океан.
На хорошо дренированных участках бассейна озера в основном растет осина и бальзамический тополь, на более влажных почвах растет белая ель, на участках с избыточной влажностью растёт ива и чёрная ель. В озере водится северная щука, судак, озёрный сиг и жёлтый окунь.
Маленькие посёлки Гифт Лейк (Gift Lake) и Атикамег (Atikameg) являются ближайшими населёнными пунктами, ближайший город Слейв-Лейк — в 80 километрах юго-восточнее озера.
В переводе с языка индейцев кри название озера обозначает «большой сиг».